# 高安健将
高安 健将（たかやす けんすけ、1971年 - ）は、日本の政治学者、早稲田大学教育・総合科学学術院教授。成蹊大学法学部名誉教授。日本政治学会理事長。専門は比較政治学、政治過程論。

## 経歴
東京都出身。1994年早稲田大学政治経済学部卒業、同大学大学院政治学研究科を経て、2003年ロンドン大学ロンドン・スクール・オブ・エコノミクスにおいて博士号取得 (Ph.D. in Political Science: University of London)。北海道大学大学院法学研究科リサーチ・フェロー、北海学園大学法学部非常勤講師、北海道大学大学院法学研究科講師を経て、2006年より成蹊大学助教授、2007年同准教授、2010年同教授、2023年より早稲田大学教育・総合科学学術院教授。成蹊大学法学部名誉教授。
研究課題は、主に議院内閣制の比較分析と石油安全保障問題。その他に研究関心として、首相、内閣システム、政府・政権党関係、比較政治学、新制度論、官僚制、石油問題を中心とする政治経済学、石油安全保障政策、日本政治及び英国政治全般、エリート・インタヴュー法がある。

## 著書

### 単著
- 『首相の権力―日英比較からみる政権党とのダイナミズム』（創文社、2009年）
- 『議院内閣制―変貌する英国モデル』（中央公論新社、2018年）

## 出演
- 『ビデオニュース・ドットコム』